# Luis Gardella
Luis Ricardo Gardella Lanfranco (San Isidro, 9 de mayo de 1953) es un exfutbolista peruano que se desempeñaba de  lateral izquierdo.

## Trayectoria
Nació en San Isidro en 1953. Se inició en el club del puerto Barrio Frigorífico; su debut fue en 1974, estando un año. Al año siguiente llega a Sport Boys en 1975, En 1976 salió subcampeón fue titular en la zaga rosada en el campeonato de ese año hasta 1977. Para 1978 inicios de año ficha por el Deportivo Municipal durando los primeros meses, El mismo año retorna al Sport Boys estando en el club hasta 1981 siendo recordado como un excelente defensa que paso en el club porteño . En 1982 Llega a Universitario de Deportes y saliendo campeón en 1982 también llegando a ser capitán y buen defensa donde estuvo hasta 1984.
Se retira del fútbol profesional a la edad de 31 años.

## Clubes
| Club                | País | Año       |
| ------------------- | ---- | --------- |
| Barrio Frigorífico  | Perú | 1974      |
| Sport Boys          | Perú | 1975-1977 |
| Deportivo Municipal | Perú | 1978      |
| Sport Boys          | Perú | 1978-1981 |
| Universitario       | Perú | 1982-1984 |

## Palmarés
| Título                    | Club                      | País | Año  |
| ------------------------- | ------------------------- | ---- | ---- |
| Primera División del Perú | Universitario de Deportes | Perú | 1982 |